# Liste der Naturdenkmale in Monsheim
Die Liste der Naturdenkmale in Monsheim nennt die im Gemeindegebiet von Monsheim ausgewiesenen Naturdenkmale (Stand 29. Februar 2024).

## Naturdenkmale
| Nr. | Bezeichnung              | Lage                                             | Beschreibung  | Bild                                    |
| --- | ------------------------ | ------------------------------------------------ | ------------- | --------------------------------------- |
|     | Stieleiche an der Pfrimm | Kriegsheim, östlich des Ortes; Flur Unterau Lage | Quercus robur | Direkt Bild zu diesem Denkmal hochladen |

## Ehemalige Naturdenkmale
| Nr. | Bezeichnung          | Lage                                      | Beschreibung | Bild                                    |
| --- | -------------------- | ----------------------------------------- | --- | --------------------------------------- |
|     | Schlosspark Monsheim | Monsheim, hinter Schlosshohlstraße 1 Lage | flächiges Naturdenkmal, ca. 9,1 ha; Rechtsverordnung am 4. Mai 1988 aufgehoben, jetzt Teil des Geschützten Landschaftsbestandteils „Pfrimmtal“ | Direkt Bild zu diesem Denkmal hochladen |